# الثورة الأمريكية

لوحة "إعلان الاستقلال الأميركي" للفنان جون ترمبل يظهر فيها مؤلفو الوثيقة يقدمون خطتهم للاستقلال إلى الكونغرس يوم 28 يونيو 1776

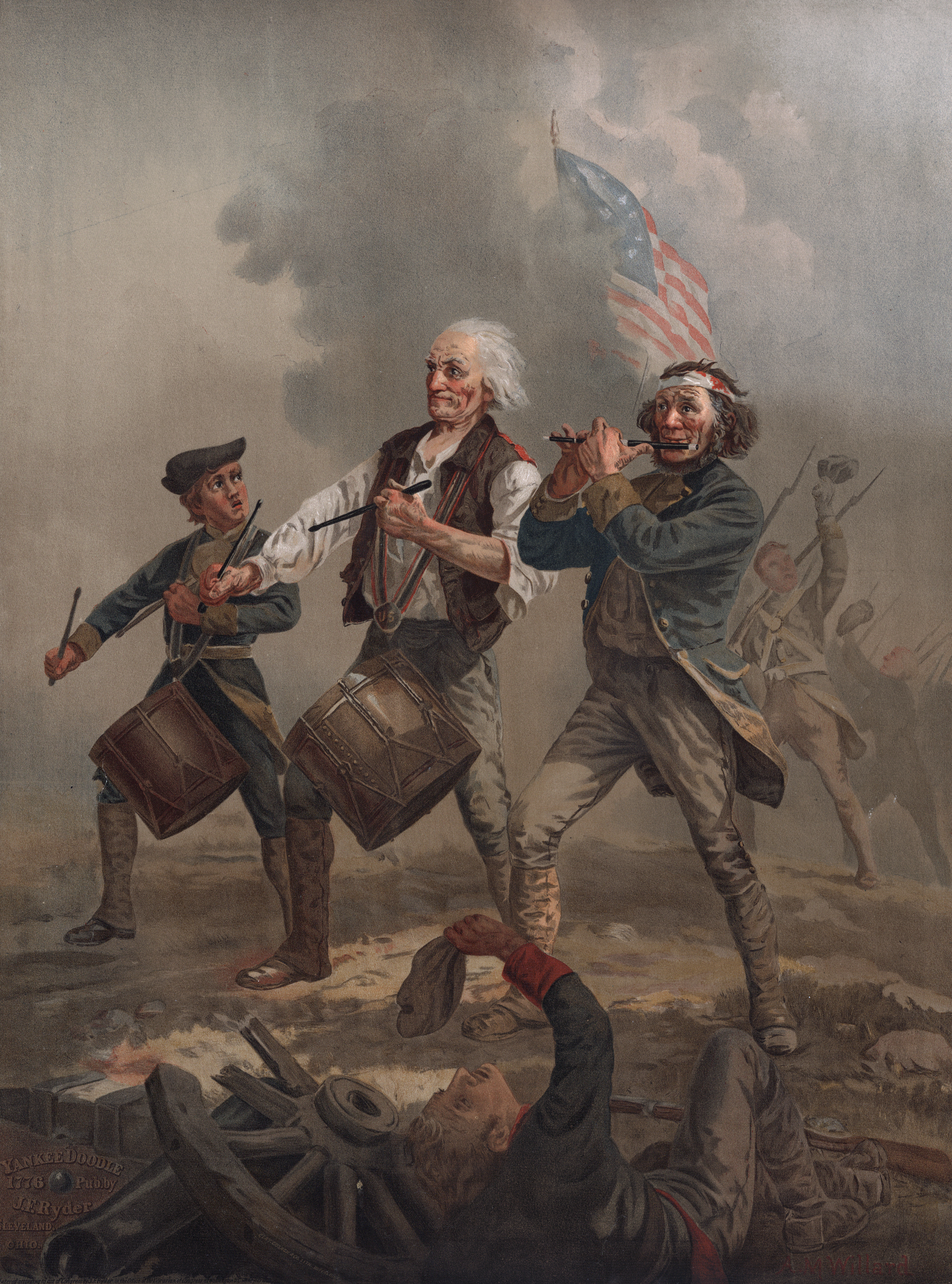
روح الثورة

كانت الثورة الأمريكية ثورة للمستعمرين حدثت بين عامي 1765 و1783. هزم الوطنيون الأمريكيون في المستعمرات الثلاث عشرة البريطانيين في حرب الثورة الكبرى (1775-1783) بمساعدة فرنسا، ظافرين بالاستقلال من بريطانيا العظمى ومؤسسين الولايات المتحدة الأمريكية.
رفع المستعمرون الأمريكيون شعار «لا ضريبة دون تمثيل» ممهدين لاجتماع «ستامب أكت كونغرس» عام 1765. رفضوا سلطة البرلمان البريطاني الذي فرض الضرائب عليهم لعدم وجود ممثلين لديهم في تلك الهيئة الحاكمة. تصاعدت الاحتجاجات باضطراد حتى مذبحة بوسطن عام 1770 وحرق غاسبي في رود آيلاند عام 1772، تلتها حادثة حفلة شاي بوسطن في ديسمبر عام 1773. رد البريطانيون بإغلاق ميناء بوسطن وسنّ سلسلة من القوانين العقابية التي ألغت فعليًا حقوق مستعمرة ماساتشوستس باي في الحكم الذاتي. احتشدت المستعمرات الأخرى خلف ماساتشوستس، وأنشأت مجموعة من القادة الوطنيين الأمريكيين حكومتها الذاتية في أواخر عام 1774 في كونغرس المستعمرات (القاري) لتنسيق مقاومتهم ضد بريطانيا؛ احتفظ المستعمرون الآخرون بولائهم للتاج الملكي البريطاني، وكانوا يُعرفون باسم الموالين أو المحافظين.
اندلعت التوترات في معركة بين ميليشيا الوطنيين والجنود النظاميين البريطانيين حين حاولت قوات الملك جورج تدمير الإمدادات العسكرية للمستعمرات في ليكسينغتون وكونكورد في 19 أبريل 1775. تطور الصراع بعد ذلك إلى حرب، قاتل فيها الوطنيون (ولاحقًا حلفاؤهم الفرنسيون) البريطانيون والموالون في الحرب الثورية. شكلت كل من المستعمرات الثلاث عشرة كونغرس إقليميًا تولى السلطة خلفًا للحكومات الاستعمارية السابقة، وقمع الموالين، وجنّد جيش المستعمرات (القاري) الذي يقوده جورج واشنطن. أعلن كونغرس المستعمرات (القاري) أن الملك جورج طاغية سحق «حقوق المستعمرين كإنجليز»، وأعلن أن المستعمرات هي ولايات حرة مستقلة في 2 يوليو 1776. اعترفت قيادة الوطنيين بالفلسفات السياسية لليبرالية والجمهورية ورفض الملكية والأرستقراطية، وأعلنت أن كل الرجال متساوون لدى الولادة.
أجبر جيش المستعمرات (القاري) القوات العسكرية البريطانية على الانسحاب من بوسطن في مارس 1776، لكن في ذلك الصيف سيطر البريطانيون على نيويورك وميناءها الاستراتيجي، الذي بقي تحت سيطرتهم طوال مدة الحرب. حاصرت البحرية الملكية الموانئ وسيطرت على مدن أخرى لفترات وجيزة، لكنهم فشلوا في إبادة قوات واشنطن. حاول الوطنيون غزو كندا خلال شتاء 1775-1776 غير أنهم لم ينجحوا في ذلك، لكنهم أسروا الجيش البريطاني في ساراتوغا في أكتوبر 1777. ثم دخلت فرنسا الحرب كحليف للولايات المتحدة بجيش وبحرية ضخمة. انتقلت بعدها الحرب نحو الولايات الجنوبية، حيث أسر تشارلز كراونوالز جيشًا في تشارلستون في كارولاينا الجنوبية في أوائل عام 1780، لكن فشل في تجنيد ما يكفي من المتطوعين المدنيين الموالين للسيطرة الفعالة على الأراضي. أخيرًا، أسرت قوة أمريكية فرنسية مشتركة جيشًا بريطانيًا آخرًا في يوركتاون في خريف عام 1781، وسبب هذا الحدث نهاية الحرب على نحو فعال. أنهت معاهدة باريس، التي وُقعت في 3 سبتمبر 1783، الصراع رسميًا وأكدت على انفصال الأمة الجديدة تمامًا عن الإمبراطورية البريطانية. حصلت الولايات المتحدة على ملكية جميع الأراضي تقريبًا شرق نهر المسيسبي جنوب البحيرات الكبرى، مع احتفاظ بريطانيا بكندا، وفلوريدا بحيازة إسبانيا.
كان سنّ دستور الولايات المتحدة أحد النتائج الهامة للثورة، مُشكلًا حكومة وطنية فدرالية قوية نسبيًا تضمنت السلطة التنفيذية والقضائية الوطنية والكونغرس المؤلف من مجلسين تشريعيين يمثلان الولايات في مجلس الشيوخ والسكان في مجلس النواب. نتج عن الثورة أيضًا هجرة قرابة 60,000 موالي إلى الأقاليم البريطانية الأخرى، بشكل أخص أمريكا الشمالية البريطانية (كندا).

## تمهيد

### 1651-1748: بذور الثورة الأولى
مع بداية عام 1651، نظرت الحكومة البريطانية في مسألة تعديل العلاقات التجارية في المستعمرات الأمريكية، ومرر البرلمان قوانين الملاحة في 9 أكتوبر لتزويد المستعمرات المزروعة في الجنوب بسوق تصدير مربح. حظرت القوانين زراعة التبغ على المنتجين البريطانيين وشجعت بناء السفن في ذات الوقت، خصوصًا في نيو إنغلاند. احتج البعض على أن التأثير الاقتصادي كان ضئيلًا على المستعمرين، لكن الخلاف السياسي كان أكثر حدة مما أثارته القوانين، إذ كان التجار الأكثر تأثرًا مباشرةً أكثر نشاطًا سياسيًا.
انتهت حرب كينغ فليب عام 1678، والتي خاضتها مستعمرات نيو إنغلاند دون أي مساعدة عسكرية من إنكلترا، الأمر الذي ساهم في تطوير هوية ذاتية مميزة منفصلة عن تلك التي لدى الشعب البريطاني. لكن الملك تشارلز الثاني صمم على وضع نيو إنغلاند تحت حكم إدارة أكثر مركزية في الثمانينيات من القرن السابع عشر في سبيل تنظيم العلاقات التجارية بشكل أكثر فاعلية. عارض مستعمرو نيو إنغلاند بشدة محاولاته، لذا ألغى التاج الملكي البريطاني امتيازاتهم الاستعمارية. وضع خليفة تشارلز الملك جيمس الثاني اللمسات الأخيرة على هذه الجهود في عام 1686، مؤسسًا سيادة نيو إنغلاند. أثار حكم السيادة الاستياء الشديد في جميع أرجاء نيو إنغلاند؛ أغضب تطبيق قوانين ملاحة غير مألوفة وتقليص الديمقراطية المحلية المستعمرين. رغم ذلك، تشجع سكان نيو إنغلاند بعد تغيير الحكومة في إنكلترا، إذ رأوا أن تنازل جيمس الثاني عن الحكم كان فعالًا، وأطاحت الانتفاضة الشعبية بحكم السيادة في 18 أبريل 1689. أعادت الحكومات الاستعمارية سيطرتها في أعقاب الثورات، ولم تقم الحكومات المتتابعة بأي محاولة لاستعادة السيادة.

## 1762: فرض الضرائب وسحبها
أكد رئيس الوزراء جورج غرينفيل في عام 1762 على أن إجمالي عائدات مصلحة الجمارك في الولايات المتحدة يبلغ ألفًا أو ألفي جنيه سنويًا، وأن خزينة الدولة الإنكليزية كانت تدفع ما بين سبعة وثمانية آلاف جنيه سنويًا لتحصيلها.

## 1767: قوانين تاونشيد وقوانين الشاي
في عام 1767، أقر البرلمان قانون تانونشيد الذي فرض رسومًا على عدد من السلع الأساسية، بما في ذلك الورق والزجاج والشاي، وأُنشأ مجلس الجمارك في بوسطن لتنفيذ القوانين التجارية بشكل أكثر صرامة. فُرضت الضرائب الجديدة على اعتقاد أن الأمريكيين يعترضون فقط على الضرائب الخارجية مثل الرسوم الجمركية. ومع ذلك، احتج الأمريكيون ضد دستورية القانون لأن الغرض منه كان زيادة الإيرادات وليس تنظيم التجارة. ردّ المستعمرون بتنظيم مقاطعات جديدة للبضائع البريطانية. كانت هذه المقاطعات أقل فعالية، إذ كانت سلع تاونشيد تُستخدم على نطاق واسع.

## بداية العداوات العسكرية
أُعلن عن قيام ولاية ماساتشوستس في حالة تمرد في فبراير عام 1775، وتلقت الحامية البريطانية أوامر بنزع سلاح المتمردين واعتقال قادتهم، ما أدى إلى اندلاع معارك ليكسينغتون وكونكورد في 19 أبريل 1775. حاصر الوطنيون بوسطن وطردوا المسؤولين الملكيين من جميع المستعمرات، وأمسكوا زمام السيطرة عن طريق تأسيس الكونغرس الإقليمي. تبع ذلك معركة بونكر هيل في 17 يونيو 1775. كان نصرًا بريطانيًا، لكن بثمن غالٍ: حوالي 1000 ضحية بريطانية من حامية تبلغ حوالي 6000، مقارنةً بـ 500 ضحية أمريكية من قوة أكبر بكثير. كانت الحرب التي نشبت في بعض النواحي تمردًا تقليديًا.
في شتاء عام 1775، غزا الأمريكيون كندا تحت قيادة الجنرالين بينداكت أرنولد وريتشارد مونغوموري. أُسر معظم الأمريكيين الذين لم يموتوا أو ماتوا بالجدري.
في مارس عام 1776، أجبر جيش المستعمرات (القاري) البريطانيين على إخلاء بوسطن، وذلك بقيادة جورج واشنطن كقائد للجيش الجديد. أحكم الثوار الآن سيطرتهم الكاملة على المستعمرات الثلاث عشرة وكانوا جاهزين لإعلان الاستقلال. بقي هناك الكثير من الموالين، لكن لا سلطة لهم بعد الآن بحلول يوليو 1776، وهرب كل المسؤولين الملكيين.

### السياق: المُستعمرات البريطانيَّة الثلاثة عشر حوالي عام 1775

#### النِطاق الجُغرافي

خريطة للمستعمرات البريطانية الثلاثة عشر في أمريكا الشمالية حوالي عام 1775.

تَشكَّلت المُستعمرات البريطانيَّة الثلاثة عشر (الإنجليزيَّة الأصل) بين بداية القرن السابع عشر والثُلث الأول من القرن الثامن عشر، على امتداد عدة مئات من الكيلومترات على طول ساحل المحيط الأطلسي (انظر الخريطة). وتميّزت جغرافيتها وسكّانها واقتصادها ومؤسساتها بالاختلافات. كانت الاتصالات بين المستعمرات بطيئة وصعبة في كثير من الأحيان: كانت الطرق الموجودة في حالة سيئة ولم يكن هناك سوى القليل من الجسور.

#### تعداد السكان
بين 1710 و 1770، تضاعف عدد سكان المستعمرات الثلاثة عشر عشرة أضعاف. بحلول عام 1770، كان إجمالي عدد السكان حوالي 2.2 مليون. منذ تأسيسها، شهدت المستعمرات نموًا ديموغرافيًا قويًا مرتبطًا بالهجرة ولكن أيضًا بمعدل مواليد مرتفع. كانت الكثافة السكانيَّة منخفضة نسبيًا. بالنسبة للجزء الأكبر، كان المستوطنون يعيشون في الرّيف وتركّز السكان على الساحل حيث كانت المدن الرئيسيَّة، وكانت فيلادلفيا الأكثر اكتظاظًا بالسكان (حوالي 45000 نسمة في 1780)، متجاوزة بوسطن أو نيويورك.

#### المجتمع
كان المجتمع الاستعماريّ الأمريكيّ متنوعًا: إلى جانب الغالبيَّة البريطانيَّة عاش الألّمان والسويسريون والهولنديون والأيرلنديون والاسكتلنديون والاسكندنافيون والفرنسيّون ، خاصة في المستعمرات الشماليَّة والوسطى. بالنسبة للمؤرخ فرناند بروديل، كان هذا المزيج العِرقي يُفضّل الانفّصال عن بريطانيا العظمىّ. كما تنوعت المُمارسات الدينيَّة: فبينما كانت النُخب بروتستانتيَّة، تم تقسيمهم إلى عدة تيارات. اليهود والكاثوليك، الذين أثاروا عدم الثّقة، شكلوا الأقليات الدينيَّة الرئيسيَّة. عشيَّة الثورة الأمريكيَّة، كان المستوطنون من أصل أوروبيّ ينتمون إلى مجمُوعات اجتماعيَّة مُختلفة. إذا كان النظَّام الحاكم والإقطاعيّ غائبًا تقريبًا عن المُستعمرات الثلاثة عشر ، فقد كان هناك تسلّسل هرمي آخر قائم على ملكيَّة الأرض والثروة. تتكون النخبة من الحكام والمزارعين وكبار التجَّار ومُلاك السفن. ثم كانت هناك فئة من الحِرفيين ومُمثلي المُلاك والمزارعين وصغار التجَّار: تُمثل هذه الطبقات المتوسطة 40٪ من إجمالي السكان.
احتل البحاَّرة والمُستأجرون والخدم أسفل السلم الاجتماعيّ. كان الخدم المتعاقدون (يُطلق عليهم «مُتعهّدون» في فرنسا الجديدة) من الطبقة الدنيا البيّضاء التي كانت حالتها قريبة من حالة العّبيد: كانوا سُجناء ونساء وأطفال أُرسلوا طوعيًا أو قسّريًا لتعبئة العالم الجديد والعمل في الزراعة.
منذ الحقبة الاستعماريَّة، اتسعت الفجوات الاجتماعيَّة. وأظهرت المجموعات المختلفة من المسّتوطنين مصالح مُتباينة أشّعلت توتّرات بل وثورات في البلدات والريف. كانت النُخب المسّتنيرة معنية بالحفاظ على النظام الاجتماعيّ وحماية ممتلكاتهم. عانى المُستوطنون الآخرون أكثر من الإجراءات الضريبيَّة البريطانيَّة وعدم المساواة في الأراضي. تم تأجيج التوتّرات الاجتماعيَّة من خلال عمل بعض الدُعاة وتمَّ نقلها الي أماكن التواصل الاجتماعيّ في المناطق الحضريَّة: كانت الحانات والنُزل أماكن للمعلومات والنقاش والاجتماع. لعبت الصحافة أيضًا دورًا نشطًا في التخمير الثّوري.
كانت الأهميَّة العدديَّة للأميركييّن الأفارقة ملحوظة: بين 1750 و 1780، زاد عددهم من 236.000 إلى 575.000. وتركّز معظم السود في المستعمرات الجنوبية وكانوا عبيدًا. ومع ذلك، تعيش أقليَّة من السود المحررين في المدن. في حدود الأراضي الأمريكية لعام 1790، يقدر عدد الهنود الحمر بما يتراوح بين 100000 و 200000 شخص.
هانا أرندت ، بناءً على شهادات الرحّالة الأوروبيّين في ذلك الوقت، تقدر أنه إذا كان الفّقر موجودًا في الولايات المتّحدة، من ناحية أخرى، فإن البؤس المُتكرر في أوروبا لم يكن موجودًا عمليًا. بالنسبة لها، فإن هذه النقطة تُفسر جزئيًا سبب اختلاف الثورة الأمريكيَّة عن الثورة الفرنسيَّة عام 1789.

#### الحكومة
كان لكل مستعمرة وضعها السياسيّ الخاص الذي يعتمد على تاريخها. كانت هناك عادة ثلاث فئات: كانت المُستعمرات المستأجرة تنظمها مواثيق منحها الملك لشركات الشحن الخاصة؛ هذا هو الحال بالنسبة لولاية رود آيلاند وكونيتيكت. ترتكز أسس مستعمرات الملاك على مبادرة شخصيَّة عظيمة، اللورد المالك؛ هم ثلاثة في العدد، بنسلفانيا وماريلاند وديلاوير. اختار المواطنون محافظهم هناك. أخيرًا، الثماني الأخرى هي مستعمرات التاج (أو المستعمرات الملكيَّة) استفادت من دستور صاغته السلطة الملكيَّة.
يُمارس الحكام السلطة التنفيذيَّة نيابة عن الملك ولديهم القوات المسلحة. وساعدهم ضباط الجمارك أو حتى محققو الإيرادات الملكيَّة. لمجلس المحافظين سلطات قضائية وإدارية وتشريعية. تعادل الغرفة العليا، كان لها دور استشاريّ. أخيرًا، كان لكل مستعمرة جمعيَّة بحث وحل المشكلات المحليَّة، وكذلك ميزانية الميليشيا ومعداتها، بموافقة المجلس. يمكنها إرسال وكلاء لتقديم الالتماسات والطلبات إلى لندن. سمحت اجتماعات بلدة ماساتشوستس للمستوطنين بممارسة شكل من أشكال الديمقراطيَّة المباشرة. سمحت بعد المنطقة الاستعماريَّة وضخامتها للأمريكيين بالحصول على حكم ذاتي محلي نسبي.
في لندن، كانت السياسة الاستعماريَّة مسؤولية المجلس الملكيّ السياديّ ومجلس التجارة والمزارع. بشكل ملموس، فإن الشخصيَّات التي تدير الشؤون الاستعماريَّة هي اللورد الأول للخزانة (رئيس الوزراء) ووزير الدولة لشؤون الجنوب (الاسم السابق لوزارة الخارجيَّة. مكان البرلمان في هذا النظام مُحدد بشكل سيئ، لكنه يصوت لصالحه. القوانين التي تحكم تجارة المملكة، وبالتالي لها الحق في تحديد الرسوم الجمركيَّة للمُستعمرات.
كانت القوة الحقيقيَّة في كثير من الأحيان في أيدي مجموعات اجتماعيَّة واقتصاديَّة مختلفة؛ المزارعون المستقلون في المناطق الريفيَّة في نيو إنجلاند، والتجار والحرفيون في المدن الساحلية الرئيسيَّة، ومُلاك الأراضي الكبار المُتنافسون في ولاية نيويورك، الذين عاملوا مزارعيهم بطريقة شبه إقطاعيَّة، والتُجار المرتبطون بالتجارة الإنجليزيَّة في المحيط الأطلسي في مدينة نيويورك، وعائلة بن (التي عينت الحاكم) ومجموعة من عائلات الكويكرز الثريَّة في ولاية بنسلفانيا، ومزارعي العبيد في فيرجينيا وكارولينا الشمالية وكارولينا الجنوبية، الذين لم يكن للبيض الفقراء حقوق سياسية لهم.

#### الاقتصاد
شكلت المستعمرات الثلاثة عشرة كلاً مزدهرًا اقتصاديًا في الشمال، عاشت نيو إنجلاند على الحرف والتجارة البحريَّة وصيد الأسماك. كان تجار بوسطن يتاجرون مع جزر الهند الغربيَّة: فقد قاموا بتصدير الأخشاب والدقيق والأسماك وزيت الحوت والسُكر والدبس والطافيا. حفزت هذه التجارة إنتاج المعادن والنسيج، وكذلك سمحت بتطوير أحواض بناء السفن ومعامل التقّطير.
في المستعمرات المركزيَّة  كانت الزراعة متنوعة وكانت تربية الحيوانات منتشرة في كل مكان. تتميز المستعمرات في الجنوب  بمناخ شبه استوائي رطب، حيث عاشت أساسًا على الزراعة التجاريَّة الديناميكيَّة (بشكل رئيسي التبغ والنيلي وصادرات الحبوب). استخدم المزارعون العمالة العبوديَّة الذين عملوا في المزارع الكبيرة. عاشت الطبقة الأرستقراطيَّة البيضاء في هذه العقارات وبنيت قصور جميلة. ومع ذلك، لم يكن نظام الزراعة هو نفسه الذي سيستمر حتى الحرب الأهلية، وسيتم استيراد الأخير من قبل المالكين الفرنسيين الفارين من ثورات العبيد في عام 1798 [المرجع. من الضروري]. كان الجنوب في الغالب ريفيًا، وكانت المدن قليلة ومتباعدة (تشارلستون وبالتيمور ونورفولك).

## الأسباب الهيكليَّة: العلاقات الاستعماريَّة مع بريطانيا العظمى

### الإمبرياليَّة البريطانيَّة
بعد حرب السنوات السبع، بدأت السلطات البريطانيَّة في التفكير في الإمبراطوريَّة البريطانيَّة في أوجها. بين عامي 1770 و 1782، كان المحافظون في السلطة يحلمون بتعزيز الهيمنة الاستعماريَّة وتعزيز المركزيَّة. لقد سعى مؤيدو الحمائية إلى تطبيق النظام التجاري بصرامة من خلال تعزيز الاحتكار التجاريّ، وتشجيع شركات الشحن، ومكافحة تجارة التهريب. واجه حزب المحافظين معارضة من اليمينيّين، الذين كانوا يؤيدون التجارة الحرة، وكذلك معارضة التجار الأمريكيين. في أمريكا، كانت القوانين المحلية، التي تصدرها المجالس ويقرها الملك، أدنى من حيث المبدأ من القوانين البريطانيَّة التي أقرها البرلمان البريطانيّ. ومع ذلك، لم تتردد المجالس الاستعماريَّة في التعدي على صلاحيات الحكام باستخدام حقهم في التدقيق. في مواجهة صعود «نظام التجمع» ، سعت لندن إلى تعزيز سلطتها بعد عام 1763. ثم خشيت المدينة من توسع المستعمرات الثلاثة عشر إلى الغرب  مما قد يؤدي إلى عدم توازن ويؤدي إلى الاستقلال.

### التقاضي الاقتصادي
تميز اقتصاد المُستعمرات بالنزعة التجاريَّة والحصريَّة: من خلال هذا النظام، كانت بريطانيا العظمىّ تعتزم الاحتفاظ بأكبر قدر ممكن من المعادن الثمينة وحماية الصناعة والحرف اليدوية البريطانيَّة. تم تنظيم العلاقات التجاريَّة من خلال قوانين الملاحة: حيث قامت المستعمرات بتصدير المواد الخام على متن السفن البريطانيَّة. تمت معالجتها في بريطانيا العظمىّ ثم بيعها في الخارج. المُنتجات المُصنعة في المستعمرات لم يتم تصديرها بل كان يجب أن تأتي بعض البضائع من المدينة. في المقابل، كان على المستعمرات الأمريكيَّة شراء المنتجات البريطانيَّة فقط. كان على السفن الأجنبيَّة التي كانت تتاجر مع المستعمرات أن تمر عبر ميناء بريطانيّ لدفع الرسوم الجمركيَّة.
في الواقع، أدى البعد عن المدينة وفساد مسؤولي الجمارك في أمريكا إلى نوع من التراخي في تحصيل الضرائب. حتى أن السفن الأمريكيَّة عبرت شمال الأطلسي بشكل غير قانوني لأغراض التجارة. سرعان ما أثار هذا الانحراف عن المذهب التجاري وهذه المُنافسة الأمريكيَّة قلق التجار البريطانيين. أثار التطور الاقتصاديّ للمستعمرات الثلاثة عشر عداءً معينًا بين التجار المستعمرين ورأسماليي العاصمة.
استنكر المستوطنون الأمريكيون، وخاصة التجار من نيو إنجلاند، احتكار حركة بعض السلع مثل الشاي. كما أعربوا عن أسفهم للنقص المزمن في المال واعتمادهم على الائتمان البريطانيّ.

### ظُهور الهوية الأمريكيَّة
غالبًا ما شعرت النخبة الاقتصاديَّة الأمريكيَّة بأنها قريبة من العاصمة وسعت إلى محاكاة الطبقات العليا التي تعيش في بريطانيا. أرسلت هذه العائلات الكبيرة أبناءها للدراسة في بريطانيا العظمىّ. كان لديهم مصلحة في البقاء في حضن المدينة، بسبب النظام التجاريّ والنظام الذي يضمنه.
كانت الطبقات الوسطى أقل ارتباطًا ببريطانيا. شعر المستعمرون المولودون في أمريكا بأنهم بريطانيون أقل وأقل أيضًا، على الرغم من تنوع المستعمرات وسكانها، أدت السياسة الإمبرياليَّة البريطانيَّة إلى ولادة «وطنية استعمارية» انقلبت على المدينة وتشكيل الهوية الأمريكيَّة. منذ القرن السابع عشر، أكدت المستعمرات نفسها أخيرًا كجزيرة للتسامح الديني النسبي  الذي يتناقض مع الوضع الأوروبي. كان التطلع إلى السعادة والنجاح الفردي، المرتبط بالحراك الاجتماعي والفرص التي توفرها مساحة أمريكا الشماليَّة الشاسعة، أحد أسس هذه الهوية الأمريكيَّة الناشئة.
ومع ذلك، كانت الخلافات بين المستوطنين وبين المستوطنات عديدة للغاية. كانت الخلافات حول حدود المستوطنات متكررة. داخل نفس المستعمرة، تباعدت المصالح. في ماساتشوستس، عارض سكان بوسطن المزارعين في الجزء الغربي من المستعمرة. كان المستوطنون متقاضين ولم يتوقفوا عن اتخاذ الإجراءات القانونية. هذا الاضطراب لم يمنع قضية الاستقلال من اكتساب مكانة حيث اعتقد المستوطنون أن تراجع الفضيلة كان بسبب القمع البريطانيّ. اعتقد جون ديكنسون أن المصلحة الخاصة قد أغرقت الإنجليز في التدجين وخفض الروح المعنويَّة.

### تأثير التنّوير
في نهاية القرن الثامن عشر، كانت فيلادلفيا «المركز الحقيقي لعصر التنوير الثوري» ، ولا سيما تحت قيادة العالم بنجامين فرانكلين (1706-1790). كانت المدينة، إلى جانب بوسطن، مركز النشر الرئيسي للمستعمرات الثلاثة عشر، ولعبت جريدة بنسلفانيا جازيت (1723) دورًا مهمًا خلال الثورة الأمريكيَّة. كانت الجمعيَّة الفلسفيَّة الأمريكيَّة عبارة عن حلقة نقاش أسسها بنجامين فرانكلين. قرأ أهل النخبة وآباء الثورة الأمريكيَّة فلاسفة أوروبيين مثل جون لوك، تشارلز دي مونتسكيو هوغو غروتيوس، سيزار بيكاريا ، هنري هوم أو توماس هوبز. أثرت نظريات الفيلسوف البريطانيّ جون لوك على الفاعلين في الثورة الأمريكيَّة أكثر من غيرها: فكرة العقد الاجتماعي تضمنت الحق الطبيعي للشعب في خلع قادته. من ناحية أخرى، وجد المؤرخون القليل من آثار الفكر الروسي في أمريكا. اعتمد آباء الثورة الأمريكية على تحليل مونتسكيو للدستور البريطانيّ، ولكن أيضًا على النصوص البريطانيَّة (المثول أمام المحكمة، وثيقة الحقوق) لصياغة دساتير الولايات والبلاد.
كانت الجمهورية أحد المبادئ الأيديولوجيَّة السائدة في المستعمرات عشية الثورة. انتقد المستعمرون الفخامة المتفاخرة للمحكمة واقترحوا فضيلة جمهوريَّة. نمت فكرة أن الرجال لديهم واجب مدني للقتال من أجل بلدهم.

## صعود المعارضة
شهدت السنوات 1763-1774 صعود المعارضة الاستعماريَّة للمطالبات البريطانيَّة، والتي تميزت بسلسلة من القوانين الماليَّة، وسرعان ما ألغتها السلطة المركزيَّة. تتدهور المقاومة الأمريكيَّة للمذهب التجاريّ والسياسة الماليَّة في لندن في بعض الأحيان إلى أعمال شغب وثورات عرضية لا تزال غير خطيرة للغاية.

### عواقب حرب السنوات السبع
عارضت حرب السنوات السبع (1756-1763) القوى الأوروبيَّة وأفرغت خزائن التاج البريطانيّ. بلغت ديون بريطانيا المتعلقة بالحرب في نهاية الصراع 317 مليون جنيه إسترليني. قدر اللورد جيفري أمهيرست، القائد العام للقوات الملكية في أمريكا الشمالية، عدد القوات المطلوبة للحفاظ على السلام في الأراضي المكتسبة حديثًا بـ 10000. لذلك قررت الحكومة الاحتفاظ بجيش من عدة آلاف من الرجال في المستعمرات؛ كانت تكلفة الحفاظ عليه حوالي 300000 جنيه إسترليني سنويًا. بينما كانت المستعمرات الثلاث عشرة مزدهرة، عانت بريطانيا العظمى من أزمة اقتصاديَّة. قررت لندن أن يتحمل المستعمرون الأمريكيون جزءًا من تكاليف الحرب والحفاظ على القوات.
كان للإعلان الملكي لعام 1763 ثلاثة أهداف رئيسيَّة: تنظيم الإمبراطوريَّة الاستعماريَّة البريطانيَّة في أمريكا الشماليَّة وتهدئة العلاقات مع الأمريكيين الأصليين خاصة بعد ثورة بونتياك من أجل تجنب المضاربة على الأراضي. كان الهدف من الإعلان تهدئة مخاوف الهند من التدفق الهائل للفلاحين البيض إلى أراضيهم. اجتذبت «الحدود» المهاجرين بحثًا عن أرض مثل الاسكتلنديين يليهم الألمان. أدى استنفاد التربة شرقي جبال الأبلاش والضغط السكاني إلى زيادة جوع المستوطنين إلى الأرض.
منع إعلان جورج الثالث سكان المستعمرات الثلاثة عشر من الاستقرار وشراء الأراضي الواقعة غرب جبال الأبالاش. احتفظ التاج بجزء من الأخشاب الأمريكيَّة  وكذلك احتكار حيازة الأراضي الهندية؛ ضمنت حماية الشعوب الهندية  · . خططت لندن لبناء حصون بريطانيَّة على طول خط الاستيطان كان من المفترض أن يسمح هذا الجهاز بالامتثال للإعلان ولكن أيضًا لتعزيز تجارة الفراء مع الهنود. اعتقدت الحكومة البريطانيَّة أن هذه البؤر الاستيطانيَّة ضمنت الدفاع عن المستعمرات الثلاثة عشر وأن تمويلها يقع على عاتق المستوطنين.
أثار الإعلان الملكي لعام 1763 استياء المستوطنين الأمريكيّين الذين استقروا بالفعل في هذه الأراضي الهنديَّة. كان عليهم أن يعيدوا الأرض ويعودوا إلى المستعمرات الثلاثة عشر. كان البعض مقتنعًا بأن الملك كان يحاول حصرهم في الشريط الساحلي من أجل السيطرة عليهم بشكل أفضل. رفض المستوطنون تمويل بناء وصيانة البؤر الاستيطانيَّة الملكية على طول الخط الذي حدده الإعلان. كفل طرد الفرنسيين من كندا في عام 1763 أمن المستعمرات الثلاثة عشر، التي شعرت أنها لم تعد بحاجة إلى الحماية العسكرية البريطانيَّة. وجد الأمريكيون صعوبة في دعم الجيوش البريطانيَّة الدائمة في المستعمرات عندما عاد السلام. كان ينظر إلى وجود القوات على أنه أداة للطغيان البريطانيّ.

### القوانين
في 5 أبريل 1764، أصدر البرلمان البريطانيّ قانون السُكر: أبقى هذا القانون على فرض الضرائب على السُكر والدبس المستورد من الخارج، مع تمديدها إلى المنتجات الأخرى (الخشب والحديد ). تسبب في أزمة في إنتاج الروم وأثار استياء التجار الأمريكيين. بعد بضعة أيام، حظر قانون العملة إصدار الأوراق النقديَّة في المستعمرات الثلاثة عشر وسمح للمدينة بالتحكم في نظامها النقديّ. واحتجت التجمعات الاستعماريَّة بشدة على هذا الإجراء الذي يهدف إلى تعزيز أولوية الجنيه الإسترليني.
نص قانون الطوابع (1765) على ختم دخل إلزامي لجميع الوثائق الرسميَّة والصحف وغيرها من المقالات. أثر هذا القانون على جميع المستوطنين، وليس التجار فقط، وبالكاد تم تطبيقه بسبب المقاومة والضغط الأمريكيّ.
اعتمد مجلس بورغيسيس في فرجينيا قرارات باتريك هنري بشأن قانون الطوابع (يقرر قانون الطوابع). وذكروا أن الأمريكيين لديهم نفس الحقوق التي يتمتع بها الرعايا البريطانيون، ولا سيما الحق في عدم فرض ضرائب دون موافقة ممثليهم. أولئك الذين أيدوا مطالبة البريطانيّين بفرض ضرائب على أهل فيرجينيا سيعتبرون أعداء للمستعمرة. فضل الحاكم فوكير حل مجلس بورغيسيس كرد فعل على هذه المقترحات المتطرفة. في 24 مارس 1765، سن البرلمان قانون الإيواء الأول  الذي يتطلب من المجالس الاستعماريَّة توفير احتياجات القوات المسلحة البريطانيَّة. أثار القرار سلسلة من أعمال الشغب في مدن أمريكيَّة مثل بوسطن ونيوبورت (رود آيلاند). كانت المقاومة أقوى في نيويورك: رفض المجلس تمويل القوات وتمَّ تعليقه رداً على ذلك في ديسمبر 1766.
التقى سبعة وعشرون مندوبًا من تسع مستعمرات في نيويورك في الفترة من 7 إلى 25 أكتوبر 1765 لتأسيس موقف مشترك: تبنى الكونغرس قانون الطوابع قانون الحقوق والمظالم وأرسل خطابات وعرائض إلى لندن. ادعت هذه الوثائق سلطة المجالس الاستعماريَّة في مسائل الضرائب، ولكن أيضًا حق المستعمرين في أن يكونوا ممثلين في برلمان لندن. نتيجة للمقاطعة والاحتجاجات، تم إلغاء قانون الطوابع أخيرًا في 18 مارس 1766، دون تسوية قضية التمثيل السياسي الأمريكي. تم استبداله بالقانون التصريحي، الذي مثل تقوية السلطة المركزية على حساب التجمعات الاستعماريَّة.
استمرت الأزمة بين المستعمرات والبرلمان في عام 1767 مع قوانين تاونسند، التي فرضت ضريبة على المواد الخام المستوردة إلى المستعمرات الثلاثة عشر. كانوا يهدفون إلى تمويل الإدارة الاستعماريَّة  وتقليل عجز الميزانيَّة. كما نصت على تعزيز الضوابط الجمركيَّة. في يونيو 1768، أعلن حاكم ولاية ماساتشوستس حل الجمعيَّة: أكدت المستعمرات الأخرى تضامنها مع النواب. في 22 سبتمبر، اجتمع مائة مندوب من ماساتشوستس في مؤتمر. أرسلت لندن قوات إضافية للحفاظ على هدوء بوسطن. في مايو 1769، قبل البيت البرجوازي في فرجينيا، قرأ جورج واشنطن اقتراح جورج ماسون بمقاطعة المُنتجات البريطانيَّة حتى تم إلغاء قوانين تاونسند. ثم قام حاكم فرجينيا بحظر التجمع.
في 5 مارس 1770، خلال مظاهرة عنيفة في وسط بوسطن، أطلق الجنود البريطانيون النار على الحشد. قتل خمسة أشخاص في «مذبحة بوسطن». جعلت صحف المدينة الحدث رمزا للقمع البريطاني. ألغت بريطانيا العظمى قوانين تاونسند في مارس 1770، على الرغم من الحفاظ على ضريبة الشاي.
تمَّ تمرير قانون الشاي في مايو 1773 للسماح لشركة الهند الشرقيَّة الإنجليزيَّة ببيع شايها للمستعمرات الثلاثة عشر دون دفع الضرائب. كان الهدف من هذا القانون استعادة الوضع الماليّ للشركة من خلال تعزيز احتكارها، لكنه أفسد التجار المستقلين.
في 16 ديسمبر 1773، خلال حفل شاي بوسطن، ألقى مستوطنون متنكرون بزي أمريكيّين أصليّين أكثر من 300 علبة شاي على أرصفة الميناء. رداً على ذلك، اتخذت بريطانيا سلسلة من الإجراءات الصارمة لاستعادة النظام: سيتم الآن اختيار مجلس ماساتشوستس من قبل الملك وسيعين الحاكم الضباط. تم إغلاق ميناء بوسطن، وتمَّ الاستيلاء على المنازل غير المأهولة لإيواء الجنود البريطانيّين، وتم إصلاح الإجراءات القانونيَّة. هذه القوانين الجديدة، التي يطلق عليها الأمريكيون الأفعال التي لا تطاق، والأفعال القسريَّة أو الإجراءات العقابيَّة من قبل البريطانيّين، تمثل خطوة حاسمة في اندلاع الثورة الأمريكيَّة.

### معارضة أمريكيَّة
نظم المستعمرون الأمريكيون طوال السنوات 1760-1770 المقاومة والاحتجاج على السياسة البريطانيَّة. نفذوا أعمال عنف وأنشأوا شبكات تضامن رغم تنوع وحجم المستعمرات. كانت بؤر الاضطرابات الرئيسيَّة بوسطن ونيويورك وفيلادلفيا وفيرجينيا.

#### المزيد والمزيد من الإجراءات الراديكاليَّة
اتخذت الإجراءات المُتخذة ضد القوة البريطانيَّة أشكالًا راديكاليَّة ومنظمة بشكل متزايد. كان اللجوء إلى المقاطعة والعرائض منذ عام 1764 في بوسطن أحد أكثر الحلول فعالية ضد القوة البريطانيَّة. وضع العديد من الصحفيين والحقوقيين أقلامهم في خدمة القضية الأمريكية: كتب المحامي جيمس (1725-1783)، الذي ينسب إليه المرء بشكل عام الصيغة الشهيرة «الضرائب بلا تمثيل هو الاستبداد»، عدة كتيبات ضد السياسة الاستعماريَّة من لندن. في عام 1764، نشر دفاعًا وتوضيحًا لحقوق المستعمرات البريطانيَّة  حيث دافع عن الحقوق العالمية وغير القابلة للتصرف للمستعمرين من خلال استدعاء الفيلسوف البريطاني جون لوك. في عام 1767، نشر محامٍ آخر، هو جون ديكنسون، رسائل من مزارع في ولاية بنسلفانيا إلى سكان المستعمرات البريطانيَّة، قدم فيها أسباب السخط الأمريكيّ والتي كان لها تأثير كبير. في عام 1770، قدَّم بول ريفير مطبوعات دعائية لمذبحة بوسطن (««مذبحة شارع الملك الدموية»»). في عام 1770، في نيويورك، نشر ألكسندر ماكدوغال تشهيرًا ضد البريطانيّين وسُجن. تميزت الفترة أيضًا بمناقشات محتدمة في التجمعات الاستعماريَّة: في مايو 1765، ألقى باتريك هنري خطابًا عنيفًا أمام مجلس بورغيسيس بفرجينيا طالب فيه إلى بموت ملك بريطانيا العظمىّ.
خلال الأعوام 1764-1774، تبعت المظاهرات بعضها البعض للمطالبة بإلغاء الأعمال. تصاعد العنف، المتقطع والمحدود في البداية، ضد ممثلي السلطة البريطانيَّة. غالبًا ما هاجمت أعمال الشغب الحضرية الحكام، وكذلك مسؤولي الجمارك والضرائب، الذين فضل بعضهم الاستقالة. يمكن للحشد استخدام عذاب القطران والريش. في عام 1765 قام مثيري الشغب بشنق وإحراق دمية لأندرو أوليفر، وكيل طوابع في بوسطن. أضرمت النيران في مكتبه ونهب منزله وكذلك منزل الحاكم توماس هاتشينسون. أثر العنف على الموالين: في 1768-1770، وضع المعارضون ملصقات مسيئة بتهمة «المستورد» على المحلات التجاريَّة لمن رفضوا مقاطعة المنتجات البريطانيَّة. في عام 1772، تمَّ إشعال النار في مركب شراعي بريطانيّ مسؤول عن السيطرة على السفن التجاريَّة من قبل الوطنيين قبالة رود آيلاند: كان ذلك من أعمال جاسبي . في يناير 1774، أُجبر جون مالكوم، ضابط جمارك بوسطن، على ابتلاع الشاي المغلي والجلد والقطران والريش.

#### أفضل المستوطنين وأكثر تنظيما
قامت منظمة أبناء الحرية، وهي منظمة سرية للمعارضين الأمريكيين تشكلت عام 1765، بأفعال مختلفة تتراوح من كتابة الكتيبات إلى بناء أعمدة الحرية. لم يكن المظهر الاجتماعيّ لأبناء الحرية موحدًا: كان هناك محامون وكذلك عمال. كان أهم ممثلي هذه الحركة بول ريفير، وتوماس يونغ، وجوزيف ارين، وباتريك هنري، وجون هانكوك، وجيمس أوتيس، وجون آدامز، وابن عمه، صموئيل آدامز، الذي كان قائد التمرد في نيو إنغلاند. تدريجيا، سعى الفاعلون في الاحتجاج السياسيّ إلى تنسيق أعمالهم. في نهاية عام 1772، بعد قضية جاسبي، نظر صموئيل آدامز في إنشاء لجان للمراسلات. سوف يجعلون من الممكن إنشاء شبكة بين جمعيات الوطنيين الأمريكيين وترحيل الدعوات لمقاطعة البضائع البريطانية. في وقت مبكر من العام التالي، أنشأت فيرجينيا اللجنة الأولى التي شارك فيها باتريك هنري وتوماس جيفرسون. تم إنشاء لجنة السلامة بعد ذلك لضمان تنفيذ القرارات التي اتخذتها لجان الاتصال والكونغرس القاري. في بوسطن، هدم متشددون مبنى يعتقد أنه مكتب لبيع الطوابع وهاجموا منزل موزع طوابع. وفي نيويورك دمروا منازل من اعتبروهم خونة، وواجهوا الجنود البريطانيين المتمركزين في المدينة. امتزج الغضب من التاج البريطانيّ مع الاستياء تجاه النخبة التي تفاخرت بثرواتها في زمن الحرمان العام. وهكذا هاجم السكان مسرحًا يرتاده النخبة.

#### المؤتمر القاري الأول (سبتمبر- أكتوبر 1774)
في أوائل خريف 1774، أرسلت المستعمرات الثلاث عشرة نوابًا لتشكيل مجالس بين المستعمرات: أولاً مؤتمر قانون الطوابع، ثم الكونغرس الإقليميّ. في عام 1774، بعد الأفعال التي لا تطاق، ناشد سكان بوسطن تضامن المستعمرات الأخرى. في يونيو، تم حل مجلسي ماساتشوستس وفيرجينيا من قبل الحكام. اقترح جوزيف جالواي من ولاية بنسلفانيا إنشاء غرفة ذات مجلسين تتألف من برلمان لندن والجمعيَّة الوطنيَّة الأمريكيَّة. لا يمكن التصديق على قرارات الميزانيَّة إلا بموافقة الأخيرة. صوتت خمس ولايات لصالح هذا الاقتراح، وست دول ضده وتم التخلي عن فكرة التسوية.
كانت المرحلة الأخيرة، التي ميزت الانتقال من الاحتجاج إلى الثورة،  هي مرحلة المؤتمر القاري الأول، وهو عمل غير قانوني بشكل بارز من وجهة نظر العاصمة: فقد أنشأ جمعيَّة سياسيَّة مستقلة، كان الهدف الأول منها التنسيق عمل المستعمرات ضد المدينة، قبل أن تتحول إلى أداة حقيقية للحكومة. في وقت مبكر من سبتمبر 1774، استخدم الأمريكيون كلمة «ولايات» لتعيين المستعمرات الأمريكيَّة الثلاثة عشر.
في أكتوبر 1774، طالب الكونجرس القاري في فيلادلفيا بالاعتراف بالحريات الأمريكيَّة: فقد أنشأ جمعيَّة قاريَّة مسؤولة عن تنظيم اللجان الإشرافيَّة ومقاطعة المنتجات البريطانيَّة حتى إلغاء القوانين التي لا تطاق. وضع الكونجرس خطابًا لشعب بريطانيا العظمى وأرسل عريضة إلى الملك. دعا المجلس الكندييّن للانضمام إلى المتمردين في التمرد، ولكن دون جدوى: ظلت كندا موالية للندن، بل ورحبت بالموالين الأمريكيين لما أصبح فيما بعد كندا العليا. دعا ألكسندر هاملتون جزر الهند الغربيَّة البريطانيَّة إلى ثورة. أخيرًا، قرر مندوبو المؤتمر القاريّ عقد المؤتمر القاريّ الثاني في 10 مايو 1775.

#### ريف بوسطن
كثيرا ما يقال [المرجع. ضروري] أن حرب الاستقلال مع الإنجليز بدأت في 19 أبريل 1775 عند حصار بوسطن (معركتي ليكسينغتون وكونكورد)، لكن الحدث الأول الذي أثار رد فعل شعبي للغزو الإنجليزيّ بدأ في 1 سبتمبر 1774 في حدث أطلق عليه مسحوق إنذار (انظر أيضًا حملة بوسطن) دمج هذه الحرب من أجل حرية الشعب الأمريكيّ.

## حرب الاستقلال (1775-1783)
في بداية عام 1775، نهب الأمريكيون مخازن الأسلحة ونظموا الميليشيات. ومع ذلك، كانت القوات الأمريكيَّة أدنى بكثير من الجيش البريطانيّ من حيث الحجم والجودة. مضاعفة أعمال العنف ضد المصالح البريطانيَّة؛ في خطاب ألقاه في كنيسة سانت جون في ريتشموند، فيرجينيا، طالب باتريك هنري «بالحرية أو الموت».

### الاشتباكات الأولى في الشمال (1775)
كانت المعركة الأولى بين الجنود البريطانيين والأمريكيين هي معركة ليكسينغتون وكونكورد على بعد بضعة كيلومترات غرب بوسطن (19 أبريل 1775): هذه المناوشة الأولى، والتي كانت نتيجتها مواتية للمتمردين بفضل تدخل وزارة العدل، قتل 73 بريطانيًا و49 أمريكيًا  وشكل بداية حرب العصابات. في 10 مايو 1775، يوم الاستيلاء على حصن تيكونديروجا من قبل الأمريكيين، عُقد الاجتماع الأول للمؤتمر القاري الثاني في فيلادلفيا. قام الأخير بتعيين جورج واشنطن لقيادة الجيش القاري في 15 يونيو: كان على الجنرال أن ينظم قوات متباينة وغير منضبطة. في بداية الحرب، لم يكن هناك مال لدفع رواتب الجنود وكان هناك العديد من حالات الفرار من الخدمة. ومع ذلك، كان الأمريكيون أقوياء في تصميمهم وبُعد المدينة.
ناشد الكونجرس كندا مرة أخرى ضد بريطانيا العظمى. في 8 يوليو، أرسل «عريضة غصن الزيتون» الشهيرة إلى ملك بريطانيا العظمى، وهي محاولة للتوفيق رفضها جورج الثالث في النهاية. حاصر الأمريكيون بوسطن (19 أبريل 1775-17 مارس 1776) وخسروا معركة بانكر هيل في 17 يونيو 1775: ظل البريطانيون سادة المدينة لكنهم تكبدوا خسائر فادحة. انسحبوا في النهاية إلى نوفا سكوشا في 17 مارس 1776. غزت القوات الأمريكية كندا واحتلت مونتريال (13 نوفمبر 1775): ولكن في مواجهة الشتاء الكندي ومقاومة السكان، انسحب الأمريكيون حتى نهاية العام.

### الثورة السياسيَّة (1776-1777)
في 10 يناير 1776، نشر توماس بين كتيبًا بعنوان «الفطرة السليمة (منشور)» والذي لاقى نجاحًا كبيرًا وانتقد فيه النظام الملكي. دعا توماس باين أمريكا إلى الانفصال عن بريطانيا العظمى واقترح دستورًا جمهوريًا. في رسالة نشرتها بنسلفانيا باكيت في 22 أبريل 1776، أظهر للأمريكيين جميع مزايا الاستقلال. من شأن الاستقلال أن يجلب السعادة للأميركيين لأنه "ورقة فارغة يجب ملؤها. كان الأمريكيون بالنسبة له شعبا أحرارا وفاضلا يمكن أن يحرر نفسه من الماضي. أصبحت فكرة الاستقلال وسيلة للوصول إلى حياة تقوم على الفضيلة، وهي المثل الأعلى للعديد من الوطنيين.
بين عامي 1776 و 1780، تبنت الولايات الأمريكية دساتير مكتوبة على أساس الإيمان بالفضائل العامة. اعتُبرت المؤسسات الموجزة مرغوبة وكافية. نصت النصوص على جمعيتين وانتخابات سنوية: تم تبني المبدأ الديمقراطيّ في كل مكان من خلال الرقابة (باستثناء فيرمونت حيث تم إدخال حق الاقتراع للرجل الأبيض منذ البداية). أكد دستور فيرجينيا (يونيو 1776) على حقوق الإنسان ، والتي سيتم إدراج العديد منها في إعلان الاستقلال الأمريكيّ: إنها المرة الأولى في التاريخ التي يعلن فيها نص دستوري عن حقوق عالميَّة وغير قابلة للتصرف. نص دستور ولاية بنسلفانيا (سبتمبر 1776) على الاستنكاف الضميري والتسامح الديني. أشارت دساتير خمس من الولايات الثلاث عشرة إلى الحاجة إلى التعليم العام.
في فيلادلفيا، بعد كثير من الجدل، اعتمد الكونجرس القاري إعلان الاستقلال في 4 يوليو 1776: هذا النص، الذي كان مؤلفه الرئيسي توماس جيفرسون، يمثل «العمل الافتتاحي للأمة الأمريكيَّة». أعلنت ديباجتها، المستوحاة من أفكار التنوير، عن الحق في الحرية والحياة والسعادة للمستعمرين.

### التقدم البريطاني في الوسط (1776-1777)
بعد انتصار لونغ آيلاند (أغسطس 1776)، احتلت القوات البريطانيَّة بقيادة ريتشارد هاو مدينة نيويورك في سبتمبر. أُجبرت القوات الأمريكيَّة، بقيادة جورج واشنطن، على التراجع إلى نيو جيرسي. على الرغم من نجاحات ترينتون (26 ديسمبر 1776) وبرينستون (3 يناير 1777)، احتلت القوات البريطانيَّة فيلادلفيا في خريف عام 1777: اضطر الكونغرس إلى مغادرة المدينة مع ثلثي السكان. هُزمت واشنطن في ولاية بنسلفانيا (معركة برانديواين؛ معركة جيرمانتاون) وأمضت فصل الشتاء في فالي فورج في ظروف كارثيَّة. ومع ذلك، بعد معركة ساراتوجا في ولاية نيويورك، اضطر القائد البريطانيّ جون بورغوين إلى الاستسلام لهوراتيو جيتس في 17 أكتوبر 1777. شجع هذا الانتصار الأمريكي فرنسا على خوض الحرب إلى جانب المتمردين.

### التحالف الفرنسي والنصر النهائي (1778-1783)
تم التوقيع على معاهدة تحالف في 6 فبراير 1778 في باريس بين فرنسا والولايات المتَّحدة، وذلك بفضل العمل الدبلوماسي لبنجامين فرانكلين. كان الفرنسيون يأملون في الانتقام من بريطانيا العظمى. انضمت إسبانيا إلى التحالف في مايو 1779. في 18 يونيو 1778، أخلت القوات البريطانيَّة فيلادلفيا للتركيز على الدفاع عن نيويورك المهددة بالتدخل البحريّ الفرنسيّ. كانت معركة مونموث (نيو جيرسي، 28 يونيو 1778) نجاحًا أمريكيًا. ولكن منذ عام 1779 هاجم البريطانيون الولايات الجنوبيَّة: احتلت سافانا (جورجيا). فشل حصار المدينة الذي نظمه الأمريكيون الفرنسيون في 9 أكتوبر 1779. بين مايو 1780 وسبتمبر 1781، وقعت سلسلة من المعارك في ساوث كارولينا والتي كانت في بعض الأحيان مواتية للبريطانيين (الاستيلاء على تشارلستون في 12 مايو 1780؛ كامدن، 16 أغسطس 1780)، في بعض الأحيان مواتية للأمريكيين (معركة كينغز ماونتن، 7 أكتوبر 1780؛ أوتاو سبرينغز، 9 سبتمبر 1781). شكلت هزيمة البريطانيين في يوركتاون، فيرجينيا (أكتوبر 1781) نقطة تحول في الحرب. صوت مجلس العموم لصالح إنهاء الحرب في 27 فبراير 1782، واستقال رئيس الوزراء البريطاني لورد نورث في 20 مارس. تم إخلاء سافانا من قبل القوات البريطانية في 11 يوليو 1782، تشارلستون في 14 ديسمبر. بدأت المفاوضات مع بريطانيا العظمى وتم إبرام معاهدة أولية في 30 نوفمبر 1782. أنهت معاهدة باريس الموقعة في 3 سبتمبر 1783 الأعمال العدائية رسميًا وكرست الاعتراف الرسمي للولايات المتَّحدة، التي تم تمديد حدودها عند نهر المسيسيبي. حلت معاهدة فرساي الخلافات بين بريطانيا العظمى وحلفاء أمريكا الأوروبيين.

### ولادة الكونفدراليَّة (1777-1781)
تقدمت الوحدة الأمريكيَّة في عام 1777: تم تبني العلم في يونيو. دفع تنسيق الجهود العسكريَّة ضد بريطانيا العظمى والإمداد بالجيش القاريّ الأمريكيين إلى الاتحاد. تطلب الاقتراض وسداد الديون أيضًا تعزيز المركزيَّة الفيدراليَّة: أدت حرب الاستقلال إلى اتحاد المستعمرات السابقة. في 15 نوفمبر 1777، تمَّ اعتماد مواد الاتحاد من قبل الكونغرس القاريّ. نظم هذا النص الدستوري الولايات الثلاث عشرة في كونفدراليَّة. أعلن وجود الولايات المتَّحدة بينما ترك السيادة للدول الفيدرالية. وفرضت المساعدة المسلحة المتبادلة، وهو مؤتمر منتخب لتمثيل البلاد في العلاقات الدوليَّة. كان يحكم في النزاعات بين الدول. حصلت الولايات المتَّحدة بعد ذلك على سفارة وخزانة عامة وبنك. ألغيت ألقاب النبالة  وأنشئت أولى الإدارات (الوزارات). لم تدخل مواد الاتحاد حيز التنفيذ حتى تم التصديق عليها من قبل الولايات، أي في مارس 1781. لكن بالنسبة لمواردها المالية، اعتمد الكونجرس إلى حد كبير على حسن نية الولايات. لم يتم التخطيط لأي شيء حتى يتمكن الكونغرس من فرض سلطته على الولايات، وكان الإيمان بالفضيلة العامة كبيرًا جدًا.
من 2.5 مليون مستوطن، تطوع نسبة صغيرة فقط للقتال ضد الإنجليز. رفضت الولايات تقديم الإمدادات والملابس لقوات الجيش القاريّ. عانى الجنود من الجوع وقلة الملابس. أثارت صياغة مواد الكونفدراليَّة معارضة بين مؤيدي دولة مركزية قوية نسبيًا وأنصار الحكم الذاتي الكبير عن الدول الفيدراليَّة وذات السّيادة. كان يطلق على الأول اسم «القوميون» ثم «الفيدراليون». كما ركزت المناقشات على توزيع العبء الضريبي وطريقة التصويت والتوسع في الغرب.

### الفترة الكونفدراليَّة (1781-1789)
من عام 1781 جلس الكونغرس الجديد، ليحل محل المؤتمر القاري الثاني. ومع ذلك، فإن أعضاء المجلس الجديد لم يتغيروا كثيرًا. لم تكن مجالات اختصاص الكونجرس آنذاك واسعة للغاية: المناصب والأوزان والمقاييس والعملة والمواطنة. تمَّ إنشاء عملة في عام 1785، الدُولار، لتحل محل الجنيه البريطانيّ ولكن قبل كل شيء مختلف وحدات العملات الأجنبيَّة التي تم تداولها بعد ذلك في أمريكا الشماليَّة ، وبشكل رئيسي العملة الفضية الثمانية الشهيرة للإمبراطوريَّة الإسبانيَّة. استمر إصدار النقود الورقيَّة بعد الحرب.

### التوسع في الغرب
كانت الأراضي الواقعة غرب جبال الأبالاش، المنسوبة إلى الولايات المتَّحدة بموجب معاهدة باريس، موضع تنافس بين الدول. في عام 1784، من أجل وضع حد لموقف مرتبك ومهدد لوحدة الأمة الفتية، اقترح توماس جيفرسون تقسيمها إلى عشر مقاطعات، كل منها ستصبح حالة الاتحاد بمجرد وصولها إلى وزن ديموغرافيّ مُعين. في عام 1785، طرح الكونجرس الملك العام، مقسمًا إلى بلدات، للبيع. نظم قانون الشمال الغربي لعام 1787 الأراضي وحظر الرق هناك. كرَّس الكونغرس المساواة بين الأطفال في مسائل الميراث.

### الاضطرابات العسكريَّة والاجتماعيَّة
تميّزت الفترة التي أعقبت معاهدة باريس بالركود الاقتصاديّ وبعض الاضطرابات الاجتماعيَّة. في عام 1783، كشفت مؤامرة نيوبورج عن التوتّرات في الجيش وأكدت على الضرورة الملحة للإصلاح المؤسسي. في يونيو 1783، استولت مجموعة من المتمردين من فوج بنسلفانيا على الكونغرس في فيلادلفيا وهددت بعض المندوبين، الذين أجبروا على الفرار والجلوس مؤقتًا في برينستون. في 1786-1787، في سياق اقتصادي مضطرب بسبب التضخم ، وارتفاع الضرائب العقاريَّة وانخفاض قيمة العملة، شكل المزارعون والحرفيون المدينون في ماساتشوستس ميليشيا بقيادة دانيال شايز التي هددت المحاكم. طلبت ماساتشوستس من الكونجرس المساعدة. ومع ذلك، رفضت معظم الدول حشد الموارد اللازمة لقمع الثورة بدافع الأنانيَّة الفرديَّة. تم سحق تمرد شايز أخيرًا في يناير 1787، لكنه أثار شعورًا بالخوف بين النخب تجاه الناس. تم تقليده في فيرجينيا حيث تم نهب المحاكم أيضًا وحرق مثيري الشغب أرشيفهم لإزالة جميع آثار الديون. أعرب جيمس ماديسون عن خوفه من رؤية إنشاء نظام «استبدادي» تحت قيادة «كرومويل»  الجديد. كتب جورج واشنطن لجيمس مونرو أن حكم البريطانيين على الأمة الفتية يمكن أن يتحقق: «اتركوهم لأجهزتهم الخاصة وستتلف مؤسساتهم». كان تمرد شايز بمثابة حافز للفيدراليين للمطالبة بإصلاح مؤسسي. أدرك الآباء المؤسسون أنهم كانوا مفرطين في التفاؤل بشأن الطبيعة البشرية وأن الفضيلة العامة كانت يوتوبيا. تم تكليف ألكسندر هاملتون بالتفكير في مشروع جديد يأخذ في الاعتبار تعريف أكثر واقعية للطبيعة البشرية. كان تفكيره التأسيسي علامة على الانتقال إلى طريقة تفكير أكثر واقعية: «الرجال يحبون القوة [...] أعط كل القوة للعدد الكبير والأقلية ستضطهد. أعطوا كل السلطة للأقلية وسيضطهد العدد الكبير». كانت الاضطرابات كبيرة لدرجة أن البعض اعتقد أنه من الضروري استعادة النظام الملكي في أمريكا. لكن الآباء المؤسسين لم يرغبوا في الاستسلام بعد كل التضحيات التي قدمت لمثل الحرية التي تجسدها الجمهوريَّة. لقد أرادوا تأسيس نظام جديد يقدم «علاجًا جمهوريًا لأكثر العلل شيوعًا في النظام الجمهوريّ».

## سنّ دستور دولة جديد
بعد معركة بونكر هيل في يونيو 1775، سيّطر الوطنيون على ماساتشوستس خارج حدود مدينة بوسطن، ووجد المُوالون أنفسهم فجأة في وضع دفاعي دون حماية من الجيش البريطانيّ. أطاح الوطنيّون بالحكومات الموجودة مسبقًا في جميع المستعمرات الثلاث عشرة، وأغلقوا المحاكم وطردوا المسؤولين البريطانيين. انتخبوا أعرافًا و«هيئات تشريعية» كانت موجودة خارج أي إطار عمل قانوني؛ ووُضعت دساتير جديدة في كل ولاية لتحل محل المواثيق الملكية. أعلنوا أنهم ولايات وليسوا مستعمرات.
في 5 يناير 1776، صدّقت نيو هامبشر على أول دستور للولاية. في مايو 1776، صوّت الكونغرس لنبذ جميع أشكال السلطة الملكية، ولتحل محلها السلطة المنشأة محليًا. سنّت كل من ولايات فرجينيا وساوث كارولينا ونيو جيرسي دستورها الخاص قبل 4 يوليو. اعتمدت رود آيلاند وكونيتيكت ببساطة مواثيقها الملكية الحالية وحذفت جميع الإشارات إلى السلطة الملكية. كانت الولايات الجديدة جميعها ملتزمة بالجمهوريَّة، دون حكومات موروثة. قرروا أي شكل من أشكال الحكومة ينبغي أن يبنوه وكيف يجب اختيار أولئك الذين يصوغون الدساتير وكيف سيتم التصديق على الوثيقة الناتجة.
أشارت اتفاقية أنابوليس ، التي عقدت في الفترة من 11 إلى 14 سبتمبر 1786 بناءً على طلب فيرجينيا، إلى فشل مواد الاتحاد في تنظيم التجارة بين الولايات. نصت على جمعية جديدة لعام 1787. اجتمعت اتفاقية فيلادلفيا بين مايو وسبتمبر 1787 لصياغة الدستور الأمريكي. ناقش 55 مندوبا العبودية وتوازن القوى والثقل السياسي للدول الفيدراليَّة. تم تبني مسودة الدستور في 17 سبتمبر 1787، وتم التوقيع عليها من قبل 39 نائبا من أصل 55 وصدقت عليها 3/4 من الولايات في 21 يونيو 1788. نظم النص المؤسسات الجديدة لدولة جمهوريَّة واتحاديَّة تكون فيها الصلاحيات. كانت منفصلة ومتوازنة (الضوابط والتوازنات). كانت هذه هي المرة الأولى في التاريخ التي يتم فيها تطبيق الفيدرالية في مثل هذا البلد الشاسع: احتفظت الولايات الفيدرالية بسلطاتها السياسية والقانونية والاقتصادية والاجتماعية والمالية مع الاعتراف بتفوق القانون الفيدرالي. تكمن أصالتها في الجمع بين الجمهوريَّة والديمقراطيَّة  ·  فضلاً عن النظام الرئاسي الذي لم يكن متخيلًا حتى الآن. من خلال صيغة التمهيد «نحن الشعب»، أكد الدستور أيضًا ولادة دولة.
إذا كان نص الدستور نتيجة تسوية، فقد تم انتقاده من قبل مناهضي الفيدراليَّة، لأنه تخلى عن مبدأ إجماع الولايات؛ كما رفض ثلاثة نواب التوقيع على الدستور خلال مؤتمر فيلادلفيا. رفضت ولاية كارولينا الشمالية التصديق على الدستور في 1 أغسطس 1788 لأنه لم يتضمن قانون الحقوق  (صدقت عليه أخيرًا في 21/11/1789). رفض المدعي العام لماريلاند لوثر مارتن، ممثل ولايته في اتفاقية فيلادلفيا، التوقيع على دستور عام 1787 لأنه لم يدين العبودية صراحة. كانت رود آيلاند آخر ولاية تصادق على الدستور بصعوبة في عام 1790 (بعد رفضه في استفتاء عام 1788)، من قبل 34 مندوباً مؤيدًا و 32 مندوبًا ضده. كان من المقرر أن يدخل الدستور حيز التنفيذ عند تصديق 3/4 من الولايات، والذي تم في عام 1788.

## الفترة الفيدراليَّة (1789-1801)
تم انتخاب الكونغرس الجديد في يناير 1789؛ في أبريل، تمَّ اختيار جورج واشنطن بالإجماع ليكون أول رئيس للولايات المتَّحدة ينتقل إلى نيويورك، العاصمة المؤقتة للبلاد، حيث أدى اليمين على الكتاب المُقدس في الثلاثين. وفي سبتمبر، تم إصدار وثيقة حقوق الحقوق) إلى الدستور من قبل الكونغرس؛ تم التصديق عليه في 15 ديسمبر 1791. استمرت النقاشات حول دور الدولة الفيدراليَّة: اتحد الفدراليون حول ألكسندر هاملتون وطالبوا بسلطة فيدراليَّة كبيرة. كانوا ضد مبدأ المساواة. وحد «المناهضون للفدراليَّة» أو «الجمهوريون» المؤيدين لحكومة فيدراليَّة محدودة حول توماس جيفرسون. أبرزت الثورة الفرنسيَّة الخلافات بين «الحزبين»: فبينما رفض الفدراليون التحول الجذري للأحداث عام 1793، كان الجمهوريون متحمسين للمساواة والديمقراطيَّة الفرنسيَّة. فضل جورج واشنطن أن يظل محايدًا في مواجهة فرنسا وخصمها بريطانيا العظمى، التي ظلت الشريك التجاريّ الرئيسيّ للولايات المتَّحدة. كان ينظر إلى معاهدة جاي لعام 1794 على أنها خيانة لفرنسا. وشهدت الفترة تقوية المؤسسات الأمريكيَّة: في سياق صعب من الديون بعد حرب الاستقلال، تم تأسيس بنك للولايات المتَّحدة في عام 1791. وارتفع سعر العملة. اتسعت اللامساواة مع بيع الأراضي المصادرة من أجل المديونية للأغنى. عاد بعض الموالين بعد الحرب واستعادوا أرضهم . كان العديد من الفلاحين غير سعداء بسبب الضرائب والعجز الديمقراطي المرتبط بالانتخاب (فقط أصحاب الأغنياء هم الذين يمكنهم التصويت). تم فرض الضرائب على الكحول لزيادة إيرادات الدولة الفيدراليَّة. لكن هذا الارتفاع أصاب الطبقات العاملة وأثار ثورة الويسكي في عام 1794: أرسلت الحكومة الفيدرالية جنودًا تحت قيادة ألكسندر هاملتون إلى ولاية بنسلفانيا لتهدئة التوترات.

### ممثلو الثورة الأمريكيَّة
يُشير تعبير «الآباء المؤسسون» إلى مهندسي الدستور الأمريكي الذين يعتبرون أبطالًا في الولايات المتّحدة. هؤلاء الستون رجلاً يشتركون في العديد من النقاط: جميعهم من البيض، ومعظمهم من المسيحيين. قرأوا فلاسفة التنوير الذين استلهموا إلهامهم وكان بعضهم من الماسونيين. ولذلك فهم رجال مثقفون وذوي خبرة، جزء كبير منهم محامون أو أعيان. خدم العديد في الجيش القاري في مناصب قياديَّة. أشهر منصب سياسي مفترض، أولاً في ولاياتهم، ثم على أعلى مستوى: كان جورج واشنطن، وجون آدامز، وتوماس جيفرسون، وجيمس ماديسون، أول أربعة رؤساء أمريكيين. تميز آخرون بالثورة الأمريكيَّة من خلال مواهبهم كمتحدث (باتريك هنري)، أو نشاطهم الدبلوماسي (بنجامين فرانكلين، جون جاي) أو كتاباتهم (توماس بين، جون ديكنسون).

### الموالون والمُترقبون
لم يكن سكان المستعمرات الثلاثة عشر كلهم من المتمردين: خلال الأعوام 1760-1770، تبنى العديد من المستوطنين موقف الانتظار والترقُّب، بينما كان آخرون موالين بشكل واضح، أي بعبارة أخرى، ضد الثورة الأمريكيَّة. وفقًا للمؤرخ والتر ستيوارت، شكل الموالون 19 ٪ من السكان. بالنسبة للمتخصصين الآخرين، كان حوالي 30 ٪ من المستوطنين الأمريكيين موالين، أو 900000 شخص. بالنسبة لبرنارد فينسنت، كان 2/5 الأمريكيين سلبيين في مواجهة الأحداث، 2/5 كانوا وطنيين و 1/5 من الموالين. كانت الأخيرة عديدة نسبيًا في نيويورك وفيلادلفيا وكارولينا؛ كان الموالون في الغالب جنودًا بريطانيين سابقين ورجال دين أنجليكان وتجارًا. أثناء حرب الاستقلال، لجأ 30.000 إلى 40.000 من الموالين إلى كندا  وصودرت ممتلكاتهم.
خلال المؤتمر القاري الأول (1774)، سعى جوزيف غالاوي إلى التوفيق بين المستعمرات والعاصمة (خطة غالوي للاتحاد). وتبعه المندوبون المحافظون والموالون الآخرون. كان في الوسط مندوبين معتدلين، من بينهم تجار ورجال من الطبقة الوسطى مؤيدون للحفاظ على العلاقات التجارية مع بريطانيا العظمى.

### النساء
شاركت النساء بدرجات متفاوتة في الثورة الأمريكيَّة: في سبعينيَّات القرن الثامن عشر، قاطعت النساء الوطنيّات البضائع البريطانيَّة وصنعن ملابسهن الخاصة لتجنب استيرادها. نظموا مظاهرات احتجاجية (حفلة شاي إدينتون [الإنجليزية] عام 1774 ) وشاركوا في أعمال الشغب التي هزت مدينة بوسطن. أثناء النزاع صنعوا البطانيَّات والزي الرسميّ للجيش. قامت بعض المنظمات، مثل جمعية السيدات في فيلادلفيا، بجمع الأموال لمساعدة الجيش. اتبع آخرون الجيش القاري وخدموا الجنود من خلال غسل الملابس والطهي ومعالجة الجرحى وأحيانًا القتال أو التجسس على العدو. ارتدت بعض النساء، مثل ديبورا سامبسون ، ملابس متعارضة للانضمام إلى الجيش. لعب آخرون دورًا استخباراتيًا مهمًا في تمرير الرسائل إلى القوات. كثيرا ما زارت زوجات الضُباط القوات، مثل مارثا واشنطن. لكن النساء كن أيضًا ضحايا الحرب من خلال مواجهتهن للعنف. كانوا يعيشون تحت تهديد الاغتصاب من قبل الجنود وكان عليهم في بعض الحالات الدفاع عن منازلهم بأنفسهم. أصبح الكثير منهن أرامل نتيجة الحرب. كان على النساء المواليات في الغالب أن يتبعن أزواجهن إلى كندا أو جزر الهند الغربية البريطانية. اختارت أخريات المقاومة برفض أداء يمين الولاء للحكومة الجديدة أو بإخفاء أزواجهن أو مدخراتهم. كان الدور السياسي للمرأة خلال الثورة الأمريكيَّة محدودًا؛ ومع ذلك، كان لأبيجيل آدامز وميرسي أوتيس وارين تأثير نسبي. بعد الثورة، استخدمت النساء لتعليم أبنائهن القيم الجمهوريَّة، من أجل إعدادهم ليصبحوا مواطنين صالحين.

### السود
شارك الأمريكيون السود في الثورة الأمريكيَّة على عدة مستويات. شارك العديد من السود في القتال وقاتلوا في الجانب البريطانيّ. في أبريل 1775، عرض اللورد دنمور، حاكم ولاية فرجينيا، الحرية للسود الذين سيقاتلون ضد الوطنيين ويتخلون عن مزارعيهم الرئيسيين. حتى أنه شكل «فوجًا إثيوبيًا» من حوالي 500 عبد سابق. في يونيو 1776، قدم الجنرال البريطاني هنري كلينتون العرض نفسه إلى فيليبسبرج. بحلول عام 1779، انضم حوالي 10000 أسود إلى الجيش البريطانيّ. تم إدراج الآلاف من هؤلاء الموالين السود في كتاب الزنوج، وتم إجلاؤهم إلى نوفا سكوشا أو لندن ثم استقروا في فريتاون في سيراليون.
قاتل 5000 من السود إلى جانب المتمردين  وتم تحرير العديد منهم. ومع ذلك، حظر القائد جورج واشنطن في البداية وجودهم في الجيش القاري. بعد قرار اللورد دنمور بإطلاق سراح العبيد الموالين، أعادت واشنطن النظر في موقفها وسمحت بإشراك السود الأحرار ثم العبيد. وهكذا فقدت جورجيا ثلث عبيدها خلال هذه الفترة.
أخيرًا، استغل العديد من العبيد أيضًا اضطرابات الحرب للفرار.
حقق السود تحررًا نسبيًا في الولايات الوسطى (فيلادلفيا) ونيو إنجلاند، حيث كان عددهم قليلًا. أُلغيت العبوديَّة في عام 1777 في ولاية فيرمونت ، في عام 1780 في ولاية بنسلفانيا ، في عام 1783 في ولاية ماساتشوستس. ومع ذلك، فإن إعلان الاستقلال الأمريكيّ لم يلغ العبوديَّة والدستور لا يؤسس المساواة المدنيَّة، حتى لا تزعج الولايات الجنوبيَّة. لذلك كان للثورة الأمريكيَّة عواقب مهمة على السود: فقد هاجر الآلاف منهم إلى الشمال للتمتع بالحرية، أو الغرب للعمل في الزراعة. كما فر العديد من الموالين إلى كندا أو جزر الهند الغربيَّة البريطانيَّة مع عبيدهم.

### الشعوب الأصليَّة
المقال الرئيسي: الهنود الحمر في الولايات المتَّحدة.
مثل السود، شارك الهنود الحمر في الحرب إما في المعسكر البريطانيّ أو في معسكر المتمردين. وهكذا، وقع ليناب على معاهدة عام 1778 مع الأمريكيين والتي وعدتهم في المقابل بإقليم مستقل. وقفت أمة كاتاوبا مع الأمريكيين وقدمت لهم الطعام. انضمت القبائل الأخرى إلى الجانب البريطانيّ خوفًا من الاستعمار ومضايقة القوات الأمريكيَّة. مندوبو دول الإيروكوا الست، في البداية لصالح الحياد، دعموا البريطانيين أخيرًا. أصدروا إعلان الاستقلال الخاص بهم. في نهاية الثورة، لم يتحسن وضع الهنود الحمر: تم تدمير العديد من القرى ونهب المحاصيل. تتجاهل معاهدة باريس (1783) وجودهم وتسمح بالاستعمار الأمريكيّ غرب جبال الأبالاش. يستثنيهم دستور الولايات المتَّحدة من الجنسية. يثير التوسع الأمريكيّ باتجاه الغرب صراعات مع الهنود الحمر، حيث يتم تجميع قبائل معينة في اتحادات.

## بعد الثورة
الميزانيَّة العمومية للثورة والحرب من الصعب تحديد الخسائر البشريَّة في هذه الفترة بدقة. وفقًا لجاك ب. غرين، كان هناك 25000 حالة وفاة خلال الثورة الأمريكيَّة بسبب الحرب بشكل رئيسيّ ولكن أيضًا بسبب العنف بين الوطنيين والموالين.
تسببت الحرب في أضرار جسيمة للموانئ والمزارع.
أدى الانفصال عن بريطانيا العظمى إلى خسارة أسواق الصادرات الأمريكيَّة. عانى اقتصاد الأمة الفتية من عجز تجاري كبير. انخفض الإنتاج الأمريكيّ ولم يسترد مستواه قبل الحرب حتى 1790.
كانت الولايات المتحدة الفتية آنذاك مدينة بسبب الحرب. خلقت الثورة وحرب الاستقلال دولة جديدة ذات مؤسسات جمهوريَّة مستقرة أسسها أول دستور مكتوب في التاريخ. لقد أرسوا أسس الحياة السياسية الأمريكيَّة مع ولادة الشراكة الثنائيَّة والدفاع والحياة الاقتصاديَّة (الدُولار). لم يتم حل العديد من النقاط حتى نهاية القرن الثامن عشر: تطور الحدود، ومصير الهنود الحمر، ومكان الدولة الفيدراليَّة، والحفاظ على العبوديَّة في الجنوب سوف تؤثر على تطور البلاد في القرن التاسع عشر. من الصراع ضد بريطانيا العظمى ولدت أمة، توحدها المثل العليا المشتركة (الحرية، الديمقراطيَّة)، لغة واحدة (الإنجليزيَّة)، الرموز (عقاب رخماء، النجوم في علم الولايات المتَّحدة، شعار واحد من الكثرة) والأساطير (الآباء المؤسسون). في المجال الاجتماعيّ، مكّنت الثورة من تعزيز الحريات الفرديَّة (خاصة الدينيَّة) والمُساواة (حق الطفل الاول الشرعي في الوراثة [الإنجليزية]حق الاستبدال [الإنجليزية]، تحرير العبيد في الشمال )، حتى لو لم يتم ذلك.

### الثورة الأمريكيَّة: كنموذج؟
أثّرت الثورة الأمريكيَّة على البلدان الأخرى وكانت جزءًا من الثورات الأطلسية في أواخر القرن الثامن عشر وأوائل القرن التاسع عشر. تابعت الصحف الأوروبيَّة بعناية ما كان يحدث عبر المحيط الأطلسيّ، وانتقدت مصير الهنود والعبيد السود. تُرجم إعلان الاستقلال الأمريكيّ في جميع أنحاء أوروبَّا وكان بمثابة مصدر تفكير للعديد من الفقهاء والمفكرين. لم يلق إعلان الثورة الأمريكيَّة نفس الاستقبال لدى الفئات الاجتماعيَّة والدول. في بريطانيا العظمى، دعم اليمينيون مكاسب الثورة، بينما أدانها رجال الدين والمحافظون. في تسعينيَّات القرن الثامن عشر، دعا الراديكاليون إلى تأسيس جمهوريَّة.
ادعى الثوار والوطنيون الأوروبيون في نهاية القرن الثامن عشر أنهم يتبعون النموذج الأمريكيّ: كان هذا هو الحال في جنيف في 1781-1782. في أيرلندا، بعد 1790، دعم السكان الانتفاضة الاستعماريَّة للأمريكيين. من ناحية أخرى، فإن كبار ملاك الأراضي في الجزيرة معادون لها. في المقاطعات المتَّحدة، أعجب يوهان فان دير كابيلين، أحد المحققين في ثورة باتافيان، بالمثال الأمريكيّ. أدى التعاطف مع القضية الأمريكية إلى دخول البلاد في الحرب ضد بريطانيا العظمى عام 1780 والاعتراف بالولايات المتّحدة عام 1782. رغب بعض النشطاء في إعادة تسمية هولندا النمساويَّة باسم «بلجيكا المتَّحدة والولايات المتَّحدة». في الإمبراطوريَّة الرومانيَّة المُقدسة، تأثر جزء من السكان بالثورة الأمريكيَّة بسبب وجود المهاجرين الألمان في أمريكا الشمالية وقوات هسه؛ كان الأعيان واللوثريون ورجال الأدب في غالبيتهم معاديين لتمرد المستعمرين. تاديوس كوسيوسكو (1746-1817)، بعد مشاركته في حرب الاستقلال الأمريكيَّة إلى جانب جورج واشنطن، قاد التمرد البولنديّ ضد الاحتلال الروسيّ.
الجنرالات الفرنسيون الذين شاركوا في حرب الاستقلال، وعلى رأسهم لا فاييت، أعادوا أيضًا الأفكار التي كان لها تأثير على الثورة الفرنسيَّة. شارك العديد من أعضاء الجمعية التأسيسية لعام 1789 في الثورة الأمريكية أو أعجبوا بها بعمق (لا فاييت، كوندورسيه). ألهم قانون الحقوق جزئيًا إعلان حقوق الإنسان والمواطن الصادر في أغسطس 1789. صاغ لافاييت مسودة قانون الحقوق لفرنسا في نوفمبر 1788، حيث طلب مشورة توماس جيفرسون، الذي كان متمركزًا في باريس. ومع ذلك، انحرف الفرنسيون أيضًا عن النموذج الأمريكيّ في عدة نقاط: صاغ البلدان وثيقة حقوق في نفس الوقت، ولكن في أطر جغرافيَّة واجتماعيَّة وسياسيَّة مختلفة تمامًا. أراد الإعلان الفرنسي أن يكون عالمياً وذهب أبعد من ذلك في مبدأ المساواة، بينما أصيب النواب الأمريكيون بالحرج من مشكلة العبودية. كان الإعلان الفرنسيّ أقل راديكاليَّة بالنسبة لحرية العبادة وتجاهل الحق في السعادة الذي أكده جيفرسون في إعلان الاستقلال لعام 1776. في فرنسا الثوريَّة، لا يختار دستور 1791 النظام الثنائي الغرف ولا الفيدراليَّة. أخيرًا، تضاءل النفوذ الأمريكيّ في أوروبَّا مع الحروب الثورية وحل محله تأثير فرنسا، الأقرب جغرافيا.
كان للثورة الأمريكية أيضًا تأثير كبير في جزر الهند الغربية البريطانيَّة، حيث انتشرت الروح الجمهوريَّة، دون التشكيك بشكل أساسي في مجتمع العبيد. فرانسيسكو دي ميراندا (1750-1816)، حارب البريطانيين في 13 مستعمرة قبل أن يثير الفنزويليين ضد إسبانيا في عامي 1806 و 1810. وفي الوقت نفسه، اكتسب زعماء استقلال آخرون من أمريكا الجنوبية خبرة ثورية في الولايات المتَّحدة. تمكنت النخبة الكريولية من الوصول إلى الكتابات الأمريكيَّة، ولا سيما كتاب توماس باين الحس السليم، وتولت العديد من دساتير أمريكا الجنوبية على دساتير الولايات المتَّحدة. في جنوب إفريقيا ، كانت ثورة «كيب باتريوتس» ضد الإدارة الاستعمارية مستوحاة من الثورة الأمريكيَّة 156. في القرن العشرين، تبنى نشطاء الحقوق المدنية والانفصاليون نصوص الثورة وقيمها في المستعمرات: على سبيل المثال، يشير بيان هو تشي مينه المنشور في الجمهوريَّة في هانوي في 1 أكتوبر 1945 إلى الإعلان كتبها جيفرسون عام 1776 لتبرير استقلال فيتنام.

### التأريخ
على مدى القرنين الماضيين، مر التاريخ التاريخي للثورة الأمريكيَّة بعدة مراحل، اتبعت السياق السياسي الأمريكيّ والتجديد العام للأساليب والنهج في التاريخ. أشاد المؤرخون الأمريكيون في أوائل القرن التاسع عشر بالآباء المؤسسين للولايات المتّحدة على أنهم أبطال الثورة. يمثل هذا التيار القومى أو المؤيد للقوى  جورج بانكروفت، الذي طور فكرة ثورة أمريكية استثنائية ودمج الشعب الأمريكى في «شعب مختار» جديد. في نهاية القرن التاسع عشر وبداية القرن العشرين، اتبعت التأريخ عن كثب الإصلاح الاجتماعي. مؤرخون مثل فريدريك جاكسون تورنر وكارل لوتس بيكر وجون فرانكلين جيمسون  حللوا الثورة من منظور الصراع الطبقي. بالنسبة لتشارلز أوستن بيرد، خان الآباء المؤسسون الثورة ودافعوا عن المصالح الاقتصاديَّة للمالكين،  وهي أطروحة تبناها مؤرخو اليسار الجديد في الستينيَّات. خلال الحرب الباردة، اعتبر المؤرخون الفرنسيون الاستثنائيون أن الثورة الأمريكيَّة غير كاملة لأنها لم تكن اجتماعية. من جانبهم، أكد الاستثنائيون الأمريكيون الفشل النهائي للثورة الفرنسيَّة عام 1789 وقدموا مقدمة للانتفاضة الأمريكيَّة. سيطر المؤرخون «التنقيحيون» مثل دانيال جيه بورستين أو إدموند إس مورغان أو برنارد بايلين على الأعوام 1950-1960. غالبًا ما كان التأريخ مصبوغًا بالأيديولوجيا والدعاية، مما شدد على الحاجة إلى إجماع داخلي في مواجهة التهديد السوفيتي: من الفترة الثورية ستولد القيم المشتركة للأمريكيين، ولا سيما الليبراليَّة. في السبعينيات، تم تجديد تأريخ الثورة الأمريكيَّة بفضل دراسات ألفريد يونغ أو ستوتون ليند. كانت مهتمة بالتاريخ الاجتماعي أو العقليات ولم تعد تهتم بالأحداث فقط. سلطت الضوء، من خلال العديد من الدراسات، على دور السود والنساء وحتى الحشد. بالنسبة للبعض، كانت الثورة الأمريكيَّة ناتجة عن عدم المساواة الاجتماعيَّة في المستعمرات الثلاثة عشر وعن الدور النشط للفئات الشعبية والأقليات العرقية. تطورت مشكلة الثورة الأطلسيَّة منذ الخمسينيات (روبرت روزويل بالمر، جاك جوديشوت)، مع إنشاء حلف الناتو، اعتبر الباحثون بالفعل المحيط الأطلسيّ كمنطقة ثقافية (التنوير) والتبادلات الاقتصاديَّة. (التجارة الثلاثية)، السياسات (الجمهوريات). هذا النهج المقارن أصبح اليوم موضع تساؤل أو على الأقل مناقشته. في السنوات الأخيرة، عاد المؤرخون وعامة الناس إلى دراسة الشخصيَّات العظيمة للثورة الأمريكيَّة، مع نشر العديد من السير الذاتية.

### الثورة في الثقافة الأمريكيَّة
ألّهمت الثورة الأمريكيَّة العديد من اللوحات من نهاية القرن الثامن عشر. مثل فنانون مثل جون ترمبل (1775-1843) أو عزرا وينتر أحداث حرب الاستقلال. كان الآباء المؤسسون مصدر الإلهام الآخر في ذلك الوقت. كان تشارلز ويلسون بيل (1841-1827) هو الأكثر إنتاجًا مع صوره لألكسندر هاميلتون، وجون آدامز، وجون ديكنسون، وجورج واشنطن، وجنرالات الحرب. جيمس بيل (1749-1831)، جيمس شاربلز (1752-1811) وجيلبرت ستيوارت (1755-1828) هم رسامو البورتريه الآخرون للثورة الأمريكيَّة. في القرن التاسع عشر، استمرت في إلهام فنانين مثل إيمانويل لوتزي (1816-1868). رسم أرشيبالد ويلارد (1836-1918) روح عام 1976 في عام 1876. لكن الثورة أيضًا غيرت الفنون بشكل جذري: الاستقلال السياسيّ يسبق الاستقلال الفني للأميركيين الذين يسعون إلى تحرير أنفسهم من الأساليب الأوروبيَّة وخلق أنماط أمريكيَّة مميزة. أثرت قيم الثورة أيضًا على العمارة: أراد توماس جيفرسون إنشاء مبانٍ تعكس مُثله الجمهوريَّة والديمقراطيَّة. ساعد في تطوير النمط الفيدرالي في بلاده وتكييف العمارة الأوروبيَّة الكلاسيكيَّة الجديدة مع الجمهوريَّة. تطلبت ولادة الولايات المتَّحدة أخيرًا إنشاء مبانٍ لاستيعاب المؤسسات الجديدة.
منذ بدايات السينما، اتخذت عدة أفلام حرب الاستقلال موضوعا لها مثلاً: فيلم 1776، أو المتمردون من هسه [الإنجليزية] إخراج ديفيد غريفيث عام 1909، والكشافة لواشنطن في عام 1917 أو روح عام 1976 عندما دخلت الولايات المتحدة الحرب العالمية الأولى. تدور أحداث حبكة طبول على درب الموهوك [الإنجليزية] (1969) للمخرج جون فورد في عام 1776. وفيلم ثورة صدر في عام 1985 وأخرجه هيو هدسون، يلعب آل باتشينو دور صياد أثناء حرب الاستقلال. ذا باتريوت، الطريق إلى الحرية هو فيلم آخر عن الفترة وهو من إخرج رولان إميريش صدر عام 2000. ثعلب المستنقع [الإنجليزية] هو مسلسل تلفزيوني أمريكي تم بثه بين عامي 1959 و1961 على شبكة أيه بي سي ثم في فرنسا.
أخيرًا، حظي الأدب الأمريكي بقدر كبير من الاهتمام بالثورة وحرب الاستقلال: حصل كتاب بول ريفير والعالم الذي عاش فيه للكاتبة إستر فوربس على جائزة بوليتزر عن فئة الأعمال التاريخية في عام 1943؛ جوني تريماين، رواية للأطفال فازت بميدالية نيوبيري في عام 1944. وفي الآونة الأخيرة، كرّس جون جاكس وجيف شارا عدة روايات للثورة الأمريكيَّة.

### أماكن الذكرى والاحتفالات
بوسطن وفيلادلفيا ونيويورك هي الأماكن الرئيسيَّة الثلاثة لذكرى الثورة الأمريكيَّة. تُعتبر بوسطن بالفعل مهد الثورة: فمُتنزه بوسطن التاريخيّ الوطني ومسار الحرية («مسار الحرية») يسمحان باكتشاف المعالم الرئيسيَّة والأماكن المرتفعة في المدينة، بما في ذلك موقع المذبحة. بوسطن أو معركة بنكر هيل. كانت فيلادلفيا، إلى جانب بوسطن ونيويورك، واحدة من أكثر المدن اكتظاظًا بالسكان خلال الثورة. تعد مدينة بنسلفانيا موطنًا لعصر التنوير الأمريكيّ ومسقط رأس الجمهورية الديمقراطية، وهي موطن للعديد من المباني التي تعود إلى أواخر القرن الثامن عشر والتي تعد جزءًا من حديقة الاستقلال الوطنيَّة التاريخيَّة. كانت قاعة الاستقلال، أحد مواقع التراث العالمي لليونسكو، بمثابة مكان لتوقيع إعلان الاستقلال والدستور. شهدت نيويورك الاحتلال البريطانيّ وكانت لفترة من الوقت عاصمة الولايات المتَّحدة. كان النصب التذكاريّ الوطنيّ للقاعة الفيدراليَّة أحد مواقع الديمقراطيَّة الأمريكيَّة الفتية وأخذ البريطانيون حصن واشنطن في عام 1776. يحتفل تمثال الحرية أيضًا بالثورة الأمريكيَّة: على اللوح الذي يحمل نقش تاريخ 4 يوليو 1776. يجب أن نتذكر أن واشنطن العاصمة لم يتم بناؤها إلا بعد الثورة. تكُرم المدينة الآباء المؤسسين بآثارها. في مبنى الكابيتول يمكن للمرء أن يرى اللوحات الرئيسيَّة لجون ترمبل: إعلان الاستقلال، واستسلام جون بورغوين، واستسلام اللورد كورنواليس والجنرال جورج واشنطن. التنازل عن منصبه. توجد العديد من المعالم وأماكن الذاكرة الأخرى في الولايات الثلاث عشرة الأولى للولايات المتَّحدة: العديد من الحصون (حصن ستانويكس) وساحات القتال (ساراتوجا، يوركتاون، إلخ) حيث يتم إعادة بناء الاشتباكات بانتظام، تذكر حرب الاستقلال. هناك العديد من النُصب التذكاريَّة والمتاحف المخصّصة لهذه الفترة في التاريخ الأمريكيّ. أخيرًا، تحتفظ بعض الجمعيات بذاكرة الأحداث وأهميتها السياسيَّة: هذا هو الحال، من بين أمثلة أخرى، لأبناء الثورة الأمريكيَّة، وبنات الثورة الأمريكيَّة.).

## الاستقلال والوحدة
في أبريل عام 1776، أصدر الكونغرس الإقليمي لولاية نورث كارولينا قرار حلّ هاليفاكس الذي أعطى السلطة صراحة لمفوضيه للتصويت من أجل الاستقلال. بحلول يونيو، كانت هناك تسعة هيئات تشريعية إقليمية جاهزة للاستقلال؛ وواحدة تلو الأخرى، سقطت الأربع الأخيرة بالترتيب: بنسلفانيا وديلاوير وميريلاند ونيويورك. تلقى ريتشارد هنري لي تعليمات من المجلس التشريعي لفرجينيا للعزم على الاستقلال، وقد نفذ ذلك في 7 يونيو 1776. في 11 يونيو، أُنشئت لجنة لصياغة وثيقة تشرح مبررات الانفصال عن بريطانيا. بعد الحصول على ما يكفي من الأصوات لإقرار القانون، صُوّت على الاستقلال في 2 يوليو.
وُضعت معظم مسودة إعلان الاستقلال بوساطة توماس جيفرسون وعُرضت من قِبل اللجنة؛ واعتُمدت بالإجماع من قِبل الكونغرس بأسره في 4 يوليو، وأصبحت كل من المستعمرات مستقلة وذاتية الحكم. كانت الخطوة التالية هي تشكيل اتحاد لتسهيل العلاقات والتحالفات الدولية.
وافق كونغرس المستعمرات (القاري) الثاني على «بنود الاتحاد الكونفدرالي» للمصادقة عليها من قِبل الولايات في 15 نوفمبر 1777؛ بدأ الكونغرس على الفور العمل وفقًا لشروط البنود، إذ وفر هيكلًا للسيادة المشتركة أثناء الملاحقة القضائية بالحرب وتسهيل العلاقات الدولية والتحالفات مع فرنسا وإسبانيا. صُدّق على البنود في الأول من مارس عام 1781. في تلك المرحلة، حُلّ كونغرس المستعمرات (القاري) وتولت حكومة جديدة للولايات المتحدة عن طريق الكونغرس الكونفدرالي في اليوم التالي، إذ كان صموائيل هنتنغتون رئيسها.

## وصلات خارجية
- ربيع الشعوب - الثورة الأمريكية (جزيرة وثائقية ) على يوتيوب